# Salman-moskee (Djibouti)
De Salman-moskee is een moskee in de stad Djibouti, de hoofdstad van de Republiek Djibouti. De moskee heeft een capaciteit voor maximaal 1.500 gelovigen. De moskee heeft een koepel en twee minaretten.